# Littérature burkinabée
La littérature burkinabée, de tradition orale, se développe dans les royaumes mossi.
La littérature écrite burkinabè est récente : elle peut prendre pour borne initiale les ouvrages de Dim-Dolobsom Ouédraogo (Maximes, pensées et devinettes mossi, publié en 1934, Le Secret des Sorciers noirs), d'ordre sociologique. Le début de l'histoire littéraire écrite burkinabè peut aussi se situer en 1962, soit deux ans après l'indépendance de la France, avec le premier roman burkinabè,  Crépuscule des Temps anciens (écrit par Nazi Boni). Le théâtre apparaît aussi dans les années 1960, la poésie dans les années 1980, décennie où des femmes commencent à écrire.
Pourtant, les productions littéraires sont peu nombreuses. Mahamoudou Ouédraogo, écrivain et ancien ministre de la Culture, des Arts et du Tourisme, estime que ce manque est dû non à une absence de talent, mais à de faibles moyens pour les écrivains. Les maisons d'édition étant peu nombreuses, beaucoup d'entre eux publient à compte d'auteur. Le critique littéraire Salaka Sanou qualifie la littérature burkinabè d'émergente, mais Jean-Marie Grassin préfère parler de post-émergence.
Des langues non africaines continuent d'être très officiellement, particulièrement le français et l'anglais, dans la presse écrite par exemple, et pour la télévision et internet.
Les principales langues vernaculaires utilisées sont le mooré, le dioula, le fulfuldé et le gourmantché.

## Histoire de la littérature burkinabè

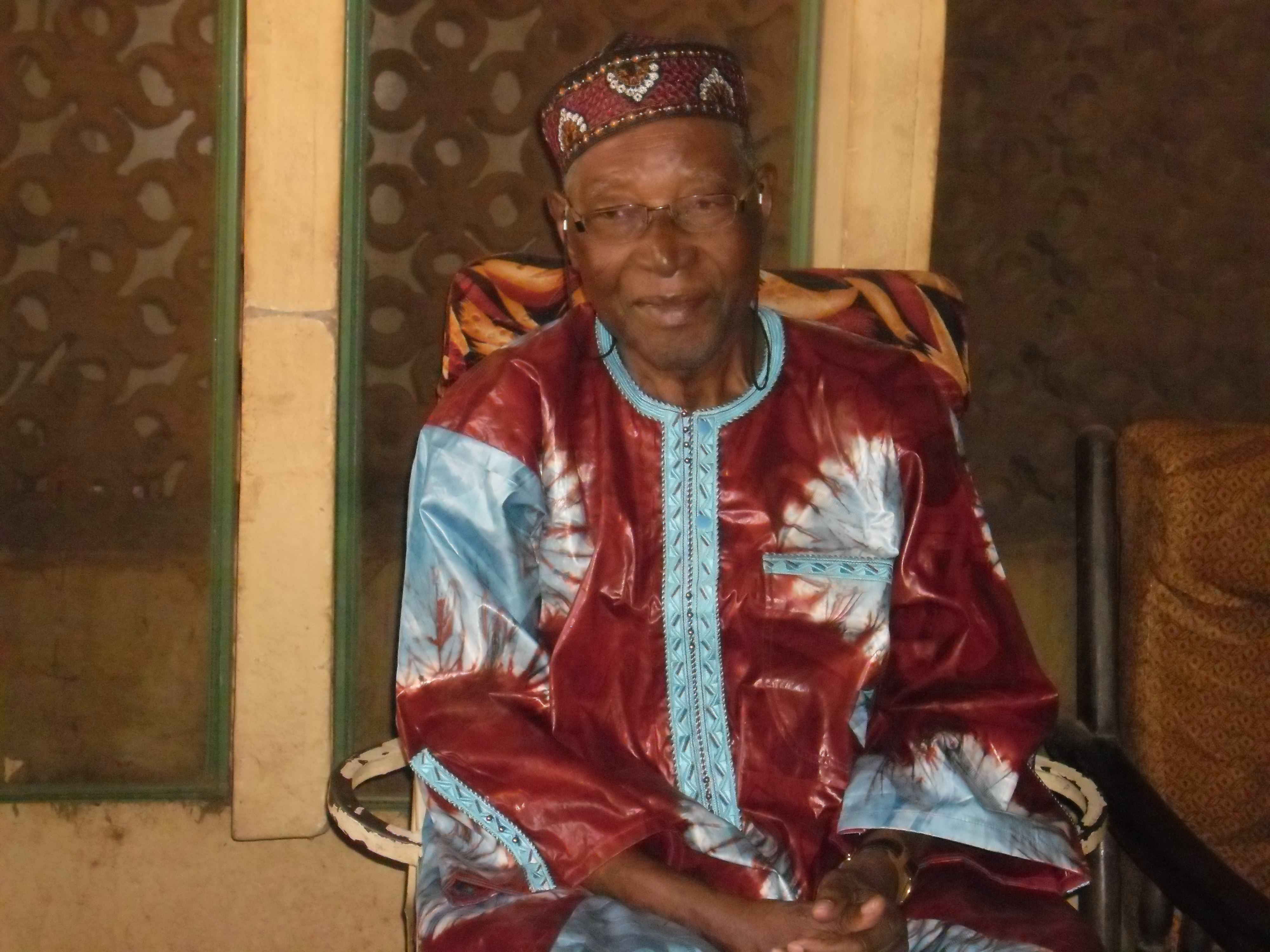
Roger Nikièma en 2020
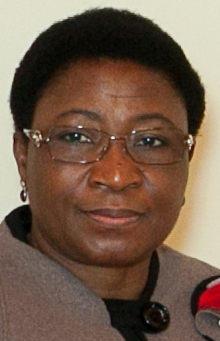
Monique Ilboudo en 2012
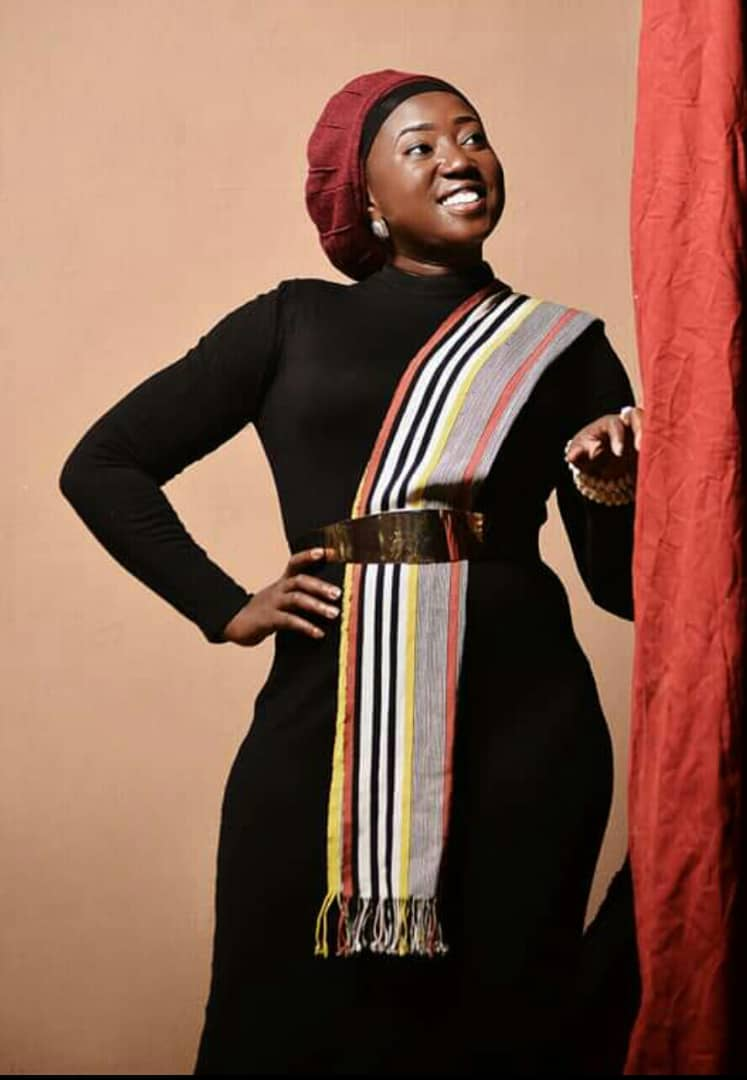
Malika Ouattara en 2020
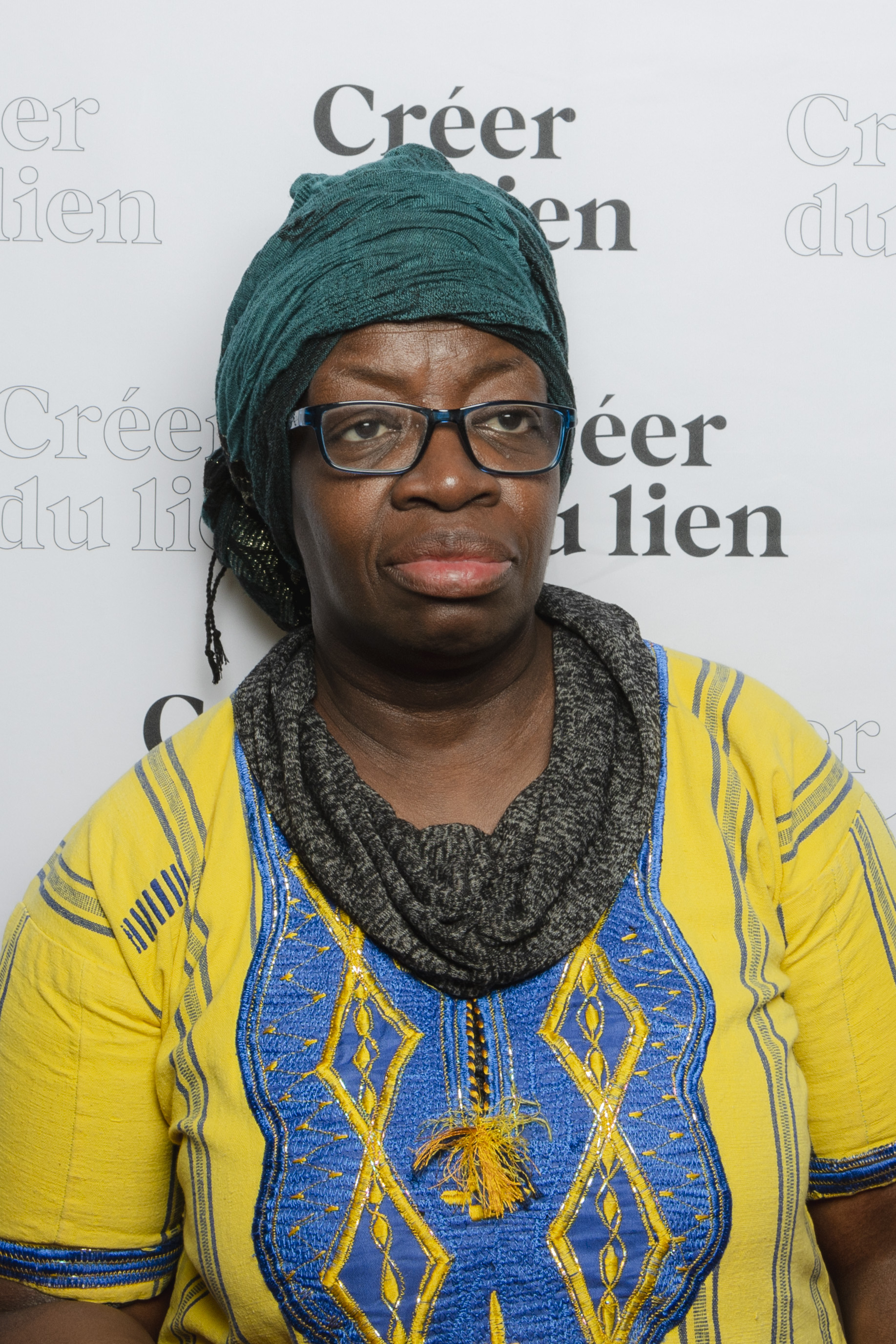
Angèle Bassolé-Ouédraogo en 2023

D'après Salaka Sanou, les étapes de l'histoire littéraire coïncident avec celles de l'histoire du pays. Le Burkina Faso (appelé Haute-Volta jusqu'en 1984) compte environ soixante langues au début des années 1960. Sous les royaumes mossi (XIIe au XIXe siècle), qui correspondent à peu près au territoire du Burkina Faso, se diffuse une importante littérature orale, qualifiée par Titinga Frédéric Pacéré (1943-) de littérature des tam-tam et des masques. Les Maximes, pensées et devinettes mossi (1934, Antoine Augustin Dimdolobsom Ouédraogo (1897-1940),) donnent un aperçu de cette littérature, Le Secret des Sorciers noirs et L'Empire du Moro Naba, du même auteur, sont des ouvrages sociologiques. En 1962, Le Crépuscule des Temps anciens, le premier roman burkinabè, est publié, il est écrit par Nazi Boni (1912-1969). Le second, dont l'auteur est Roger Nikièma (1935-2021), date de la fin des années 1960. Moussa Sawadogo, Ouamdégré Ouedraogo et Pierre Dabiré (1935-) sont des dramaturges burkinabè qui écrivent dans les années 1960 ; Jean-Pierre Guingane (1947-2011), écrit du théâtre à la fin du vingtième siècle. 
Parmi les romanciers, on compte : Étienne Sawadogo (1944-), Kollin Noaga (1944-) et Augustin-Sondé Coulibaly (années 1970, 1933-2017), Monique Ilboudo (1959-), Suzy Henrique Nikiéma '1983-), Sarah Bouyain (1968-) et Adiza Sanoussi (1968-) (milieu des années 1980, c'est dans les années 1980 que la littérature burkinabè connaît un essor). 
On peut aussi citer les poètes Sandra Pierrette Kanzie (1966-) et Bernadette Sanou Dao (1952-) (aussi auteure de nouvelles), puis Angèle Bassolé-Ouédraogo (1967-) et Gaël Koné (1976-). Marie-Ange Somdah (en) (1959-), Jean-Baptiste Somé, Pierre Claver Ilboudo (1948-), Patrick Ilboudo (1951-1994), Norbert Zongo (1949-1998), Jacques Prosper Bazié (1955-), Ansomwin Ignace Hien (1952-) sont des auteurs de la fin du XXe siècle. Les femmes commencent à écrire dans les années 1980. 
La littérature burkinabè a pour pionniers Lompolo Koné (en) (1921-1974), Sékou Tall, Mahamadou Sawadogo. Les premiers écrivains sont issus de l'École normale William-Ponty, de l'école de jeunes filles de Saint-Louis (Sénégal), des écoles de la commune de Bouaké (Côte d'Ivoire) et de Niamey (Niger). La Jeunesse rurale de Banfora, pièce de théâtre de Lompolo Koné, est récompensée du Prix Emmanuel-André-You 1958 de l'Académie des sciences d'outre-mer, son autre pièce Soma Oulé a pour sujet Samory Touré. 
Le Grand prix national des arts et des lettres (GPNAL), créé en 1983, permet de mettre en valeur des auteurs : l'État, par les concours littéraires, joue un rôle dans la promotion de la littérature.

## Situation des écrivains et défis
Le fait que la Haute-Volta représentait une réserve de main-d'œuvre pour la Côte d'Ivoire et le Ghana, pays côtiers, contribue à affaiblir l'univers littéraire du Burkina Faso. La littérature burkinabè, bien qu'existante, est peu abondante et peu étudiée : dans les programmes scolaires et universitaires, elle n'apparaissait pas. La première thèse à son sujet date de 1982. L'histoire coloniale, qui conduit à des problématiques de survie, constitue un frein pour cette littérature.
D'après une étude menée par Salaka Sanou dans sa Littérature burkinabè, la majorité des écrivains sont des journalistes ou des professeurs. Peu d'écrivains écrivent avant l'âge de trente ans. La Mutuelle pour l'union et la solidarité des écrivains (MUSE) est fondée en 1990. 
La littérature est qualifiée de parent pauvre du Burkina Faso par le critique littéraire Adamou Kantagba, arguant que dans Le progrès continu pour une société d'espérance de Blaise Compaoré, il n'est pas fait mention de la littérature au sein d'une liste d'éléments culturels, alors même que des arts comme le cinéma ou la musique sont développés. Pourtant, Titinga Frédéric Pacéré devient membre de l'Académie des sciences d'outre-mer, et plusieurs écrivains remportent des prix à des jeux de la Francophonie. Mahamoudou Ouédraogo, ancien ministre et écrivain, appelle le gouvernement à soutenir les auteurs. 
Le Burkina Faso, contrairement à d'autres pays africains, ne se dote pas d'une importante maison d'édition. De nos jours, les maisons d'édition PUO, Découvertes du Burkina, Gambidi et d'autres, ne publient qu'à compte d'auteur faute de moyens, or la population est trop pauvre pour un tel mode de publication. Certains auteurs ont alors recours à des maisons d'édition étrangères, mais les conditions sont difficiles. Dans le cadre du cinquantième anniversaire de l'indépendance du Burkina Faso, Amadou Kantagba propose des solutions pour mener une politique plus favorable à la littérature.